# Josh Williams
Josh Williams (Akron, Ohio, Estados Unidos; 18 de abril de 1988) es un exfutbolista estadounidense. Jugaba de defensa y paso su carrera en la MLS de su país.

## Trayectoria

### Universidad
Jugó al fútbol universitario en la Universidad Estatal de Cleveland con los Cleveland State Vikings. En sus cuatro años como universitario, entre 2006 y 2009, jugó 74 encuentros y anotó 12 goles.

### Cleveland Internationals
En su segundo año de universidad, Williams jugó para los Cleveland Internationals de la USL Premier Development League.
Luego de no ser escogido en el SuperDraft de la MLS 2010, Williams continuó su carrera en los Internationals para la temporada 2010 de la PDL. En total jugó 40 encuentros para el club y anotó un gol.

### Columbus Crew
Fichó por el Columbus Crew el 16 de septiembre de 2010. Williams debutó profesionalmente el 29 de septiembre en la derrota por 2-1 ante el Municipal de Guatemala, en la fase de grupos de la Liga de Campeones de la Concacaf 2010-11.
En junio de 2011, Williams fue suspendido por 10 encuentros y con el 10% de su salario, tras dar positivo en metandienona. Luego de cumplir su suspensión el 5 de agosto, Williams sufrió una lesión en el labrum, que lo dejó fuera por el resto de la temporada.
Debutó en la Major League Soccer el 24 de marzo de 2012 en la victoria por 2-0 sobre el Montreal Impact. Esa temporada el jugador anotaría su primer gol profesional, el 29 agosto al Philadelphia Union. El 28 de noviembre, y luego de jugar 31 encuentros ese año, el Columbus extendió el contrato del jugador.
Luego de cinco temporadas con los Columbus Crew, el 18 de noviembre de 2014, Williams fue uno de los 16 jugadores que sus opciones de contrato no fueron usadas por el club.

### New York City FC
El 8 de diciembre de 2014 el defensor estadounidense fue escogido por el New York City FC, nueva franquicia de la MLS, en el Draft de expansión de la MLS.
Williams jugó el primer encuentro de la historia del NYC FC, contra el Orlando City el 8 de marzo de 2015, encuentro que terminó en un empate 1-1. Las lesiones marcaron su paso por New York, y tras solo jugar 5 encuentros fue despedido del club el 25 de julio.

### Toronto FC
Fichó por el Toronto FC el 31 de julio de 2015. Debutó con el club el 15 de agosto, jugando los 90 minutos en la derrota por 3-0 ante los New York Red Bulls. Williams jugó 12 encuentros de la temporada regular con Toronto, clasificando al club a los play offs por primera vez en su historia, donde fueron eliminados por el Montreal Impact.
Perdió la titularidad en el primer equipo en la temporada 2016, donde estuvo gran parte de ella en el banquillo, incluso en los play offs de la Copa MLS 2016, donde Toronto FC perdió la final por definición a penaltis ante el Seattle Sounders FC. Dejó el club canadiense al final de la temporada, donde jugó 28 encuentros en dos temporadas.

### Retorno a Columbus Crew
Fue escogido por el Columbus Crew SC en el Draft de re-ingreso de la MLS 2016.
Debutó, luego de su retorno en Columbus, el 18 de marzo en la visita al D.C. United, donde ganaron por 2-0. Tras la venta de Nicolai Næss a mediados de la temporada, Williams disfrutó de su regreso a la titularidad. Ese año Columbus se clasificó a los play offs de la Copa MLS, donde fue eliminado por Toronto FC. Williams jugó todos los encuentros de la postemporada.
Anunció su retiro al término de la temporada 2023.

## Clubes
| Club                     | País           | Año         |
| ------------------------ | -------------- | ----------- |
| Cleveland State Vikings  | Estados Unidos | 2006 - 2009 |
| Cleveland Internationals | Estados Unidos | 2007 - 2010 |
| Columbus Crew            | Estados Unidos | 2010 - 2014 |
| New York City FC         | Estados Unidos | 2015        |
| Toronto FC               | Canadá         | 2015 - 2016 |
| Columbus Crew SC         | Estados Unidos | 2017 - 2023 |

## Estadísticas
Actualizado al último partido disputado el 4 de noviembre de 2018.
| Cleveland Internationals Estados Unidos |               |               |     |   |   |   |   |   |    |     |     |   |
| 3.ª | 2007          | 2             | 0   | - | - | - | - | - | -  | 2   | 0   |   |
| 3.ª | 2008          | 13            | 1   | - | - | - | - | 2 | 0  | 15  | 1   |   |
| 3.ª | 2009          | 12            | 0   | - | - | - | - | - | -  | 12  | 0   |   |
| 3.ª | 2010          | 11            | 0   | - | - | - | - | - | -  | 11  | 0   |   |
| Total club | Total club    | 38            | 1   | 0 | 0 | 0 | 0 | 2 | 0  | 40  | 1   |   |
| Columbus Crew Estados Unidos |               |               |     |   |   |   |   |   |    |     |     |   |
| 1.ª | 2010          | 0             | 0   | 0 | 0 | 2 | 0 | 0 | 0  | 2   | 0   |   |
| 1.ª | 2011          | 0             | 0   | 0 | 0 | 0 | 0 | 0 | 0  | 0   | 0   |   |
| 1.ª | 2012          | 30            | 1   | 1 | 0 | - | - | - | -  | 31  | 1   |   |
| 1.ª | 2013          | 27            | 3   | 0 | 0 | - | - | - | -  | 27  | 3   |   |
| 1.ª | 2014          | 14            | 0   | 1 | 0 | - | - | 1 | 0  | 16  | 0   |   |
| 1.ª | 2017          | 22            | 3   | 1 | 0 | - | - | 5 | 0  | 28  | 3   |   |
| 1.ª | 2018          | 21            | 0   | 0 | 0 | - | - | 1 | 0  | 22  | 0   |   |
| Total club | Total club    | 114           | 7   | 3 | 0 | 2 | 0 | 7 | 0  | 126 | 7   |   |
| New York City FC Estados Unidos |               |               |     |   |   |   |   |   |    |     |     |   |
| 1.ª | 2015          | 5             | 0   | - | - | - | - | - | -  | 5   | 0   |   |
| Total club | Total club    | 5             | 0   | 0 | 0 | 0 | 0 | 0 | 0  | 5   | 0   |   |
| Toronto FC · Canadá |               |               |     |   |   |   |   |   |    |     |     |   |
| 1.ª | 2015          | 12            | 0   | 0 | 0 | - | - | 1 | 0  | 13  | 0   |   |
| 1.ª | 2016          | 15            | 0   | 0 | 0 | - | - | 0 | 0  | 15  | 0   |   |
| Total club | Total club    | 27            | 0   | 0 | 0 | 0 | 0 | 1 | 0  | 28  | 0   |   |
| Total carrera | Total carrera | Total carrera | 184 | 8 | 3 | 0 | 2 | 0 | 10 | 0   | 199 | 8 |
| (1) Incluye datos de la U.S. Open Cup. (2) Incluye datos de la Liga de Campeones de la Concacaf. (3) Incluye datos de los play offs de la PDL y la Copa MLS. |               |               |     |   |   |   |   |   |    |     |     |   |

## Palmarés

### Títulos nacionales
| Título                          | Club       | País   | Año  |
| ------------------------------- | ---------- | ------ | ---- |
| Campeonato Canadiense de Fútbol | Toronto FC | Canadá | 2016 |
| Conferencia Este (MLS)          | Toronto FC | Canadá | 2016 |